# Olympische Sommerspiele 1964/Leichtathletik – 800 m (Frauen)

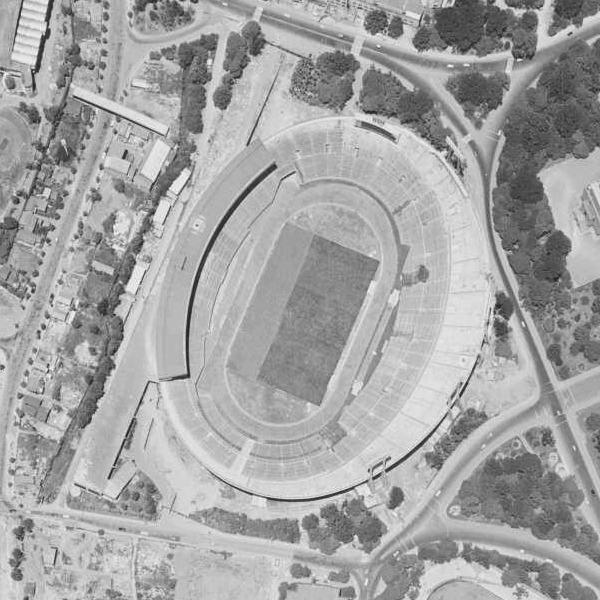
Luftaufnahme des Olympiastadions im Jahr 1963

Der 800-Meter-Lauf der Frauen bei den Olympischen Spielen 1964 in Tokio wurde vom 18. bis zum 20. Oktober 1964 im Olympiastadion Tokio ausgetragen. 23 Athletinnen nahmen teil. 
Olympiasiegerin wurde die Britin Ann Packer. Sie gewann in neuer Weltrekordzeit vor der Französin Maryvonne Dupureur und der Neuseeländerin Marise Chamberlain.
Drei Deutsche gingen an den Start, Läuferinnen aus Österreich, Schweiz und Liechtenstein nahmen nicht teil. Während Waltraud Kaufmann die Vorrunde nicht überstand, konnte sich Anita Wörner für das Halbfinale qualifizieren. Hier schied sie jedoch als Fünfte ihres Laufes aus. Antje Gleichfeld erreichte das Finale und belegte dort den fünften Platz.

## Rekorde

### Bestehende Rekorde
| Weltrekord         | 2:01,2 min | Dixie Willis ( Australien)        | Perth, Australien      | 3. März 1962      |
| Olympischer Rekord | 2:04,3 min | Ljudmila Schewzowa ( Sowjetunion) | Finale OS Rom, Italien | 7. September 1960 |

### Rekordverbesserungen / -egalisierung
- Der bestehende olympische Rekord wurde zweimal verbessert, die zweite Verbesserung stellte gleichzeitig eine Steigerung des Weltrekords dar:
  - 2:04,1 min (Verbesserung OR) – Maryvonne Dupureur (Frankreich), erstes Halbfinale am 19. Oktober
  - 2:01,1 min (Verbesserung WR) – Ann Packer (Großbritannien), Finale am 20. Oktober

## Durchführung des Wettbewerbs
23 Athletinnen traten am 18. Oktober zu insgesamt drei Vorläufen an. Die jeweils besten fünf Starterinnen – hellblau unterlegt – und die nachfolgend Zeitschnellste – hellgrün unterlegt – qualifizierten sich für die nächste Runde. Aus dem Halbfinale am 19. Oktober erreichten die jeweils vier besten Teilnehmerinnen – wiederum hellblau unterlegt – das Finale am 20. Oktober.

## Zeitplan
18. Oktober, 10:30 Uhr: Vorläufe

19. Oktober, 14:20 Uhr: Halbfinale

20. Oktober, 15:30 Uhr: Finale
Anmerkung: Alle Zeiten sind in Ortszeit Tokio (UTC + 9) angegeben.

## Vorläufe
Datum: 18. Oktober 1964, ab 10:30 Uhr
Wetterbedingungen: regnerisch, ca. 14 °C, Luftfeuchtigkeit ca. 95 %

### Vorlauf 1
| Platz | Name               | Nation         | Zeit       |
| ----- | ------------------ | -------------- | ---------- |
| 1     | Maryvonne Dupureur | Frankreich     | 2:04,5 min |
| 2     | Marise Chamberlain | Neuseeland     | 2:06,8 min |
| 3     | Zsuzsa Szabó       | Ungarn         | 2:07,7 min |
| 4     | Wera Muchanowa     | Sowjetunion    | 2:08,8 min |
| 5     | Ann Packer         | Großbritannien | 2:12,6 min |
| 6     | Waltraud Kaufmann  | Deutschland    | 2:14,6 min |
| 7     | Jette Andersen     | Dänemark       | 2:15,2 min |
| 8     | Abby Hoffman       | Kanada         | 2:17,4 min |

### Vorlauf 2
| Platz | Name                     | Nation         | Zeit       |
| ----- | ------------------------ | -------------- | ---------- |
| 1     | Mary Hodson              | Großbritannien | 2:08,5 min |
| 2     | Anita Wörner             | Deutschland    | 2:08,6 min |
| 3     | Soja Skobzowa            | Sowjetunion    | 2:08,6 min |
| 4     | Gerda Kraan              | Irland         | 2:09,8 min |
| 5     | Maeve Kyle               | Jamaika        | 2:11,3 min |
| 6     | Sandy Knott              | USA            | 2:12,2 min |
| 7     | Ramadsangiin Aldaa-Nysch | Mongolei       | 2:21,1 min |
| DNS   | Dixie Willis             | Neuseeland     |            |

### Vorlauf 3
| Platz | Name                | Nation         | Zeit       |
| ----- | ------------------- | -------------- | ---------- |
| 1     | Anne Smith          | Großbritannien | 2:08,0 min |
| 2     | Antje Gleichfeld    | Deutschland    | 2:08,2 min |
| 3     | Laine Erik          | Sowjetunion    | 2:08,3 min |
| 4     | Gizela Farkaš       | Jugoslawien    | 2:08,7 min |
| 5     | Jannie van Eyck-Vos | Niederlande    | 2:09,1 min |
| 6     | Olga Kazi           | Ungarn         | 2:12,1 min |
| 7     | Masako Kisaki       | Japan          | 2:18,6 min |
| 8     | Han Myung-hee       | Südkorea       | 2:22,7 min |

## Halbfinale
Datum: 19. Oktober 1964, ab 14:20 Uhr
Wetterbedingungen: sonnig, ca. 19–20 °C, Luftfeuchtigkeit ca. 40 %

### Lauf 1

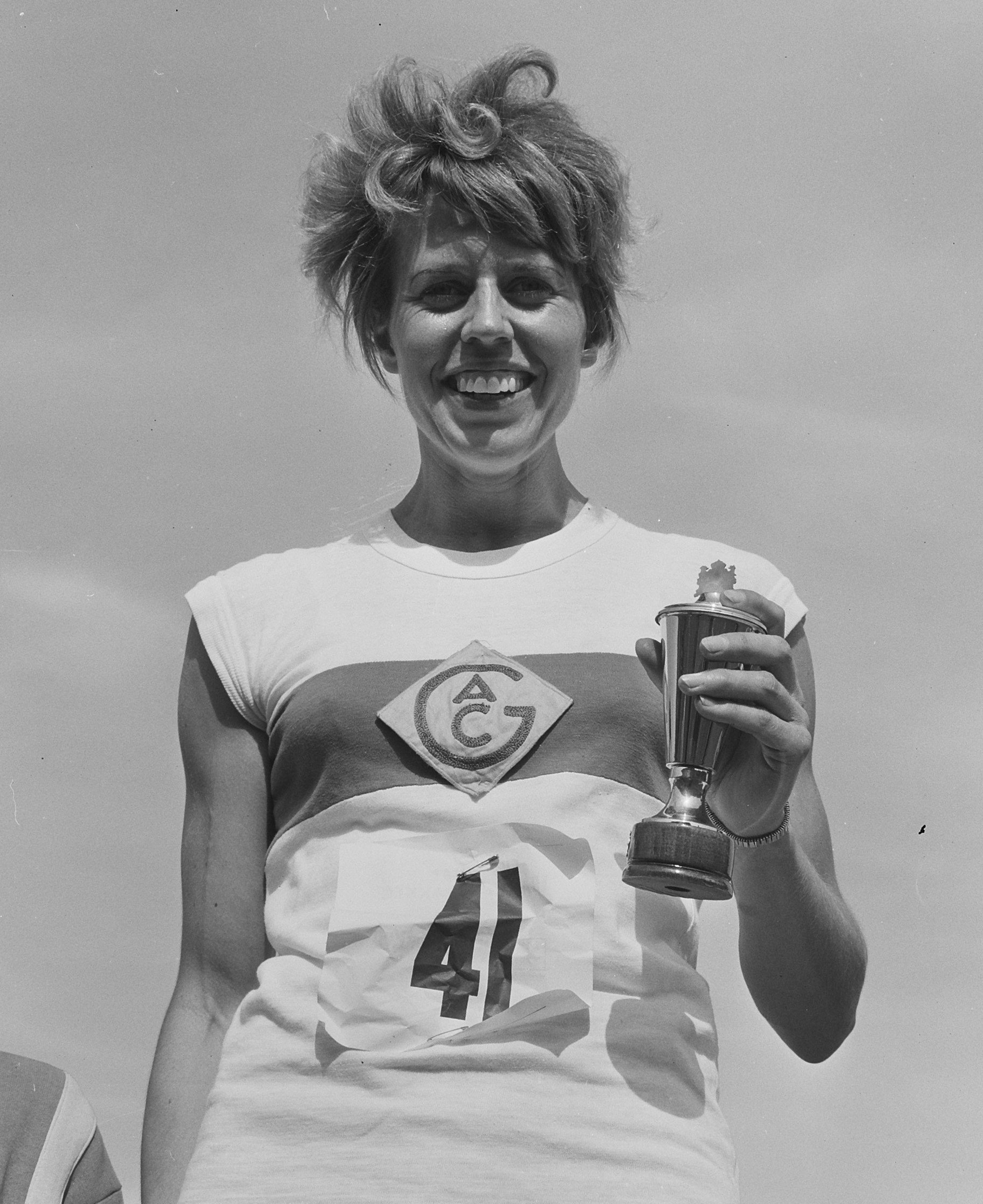
Jannie van Eyck-Vos – ausgeschieden als Sechste des ersten Halbfinals

| Platz | Name                | Nation         | Zeit       | Anmerkung |
| ----- | ------------------- | -------------- | ---------- | --------- |
| 1     | Maryvonne Dupureur  | Frankreich     | 2:04,1 min | OR        |
| 2     | Antje Gleichfeld    | Deutschland    | 2:04,6 min |           |
| 3     | Laine Erik          | Sowjetunion    | 2:04,7 min |           |
| 4     | Anne Smith          | Großbritannien | 2:04,8 min |           |
| 5     | Wera Muchanowa      | Sowjetunion    | 2:04,8 min |           |
| 6     | Jannie van Eyck-Vos | Niederlande    | 2:05,7 min |           |
| 7     | Mary Hodson         | Großbritannien | 2:07,1 min |           |
| 8     | Olga Kazi           | Ungarn         | 2:10,2 min |           |

### Lauf 2
| Platz | Name               | Nation         | Zeit       |
| ----- | ------------------ | -------------- | ---------- |
| 1     | Marise Chamberlain | Neuseeland     | 2:04,6 min |
| 2     | Zsuzsa Szabó       | Ungarn         | 2:05,1 min |
| 3     | Ann Packer         | Großbritannien | 2:06,0 min |
| 4     | Gerda Kraan        | Niederlande    | 2:06,2 min |
| 5     | Anita Wörner       | Deutschland    | 2:07,1 mi  |
| 6     | Soja Skobzowa      | Sowjetunion    | 2:07,4 min |
| 7     | Gizela Farkaš      | Jugoslawien    | 2:09,9 min |
| 8     | Maeve Kyle         | Irland         | 2:12,9 min |

## Finale

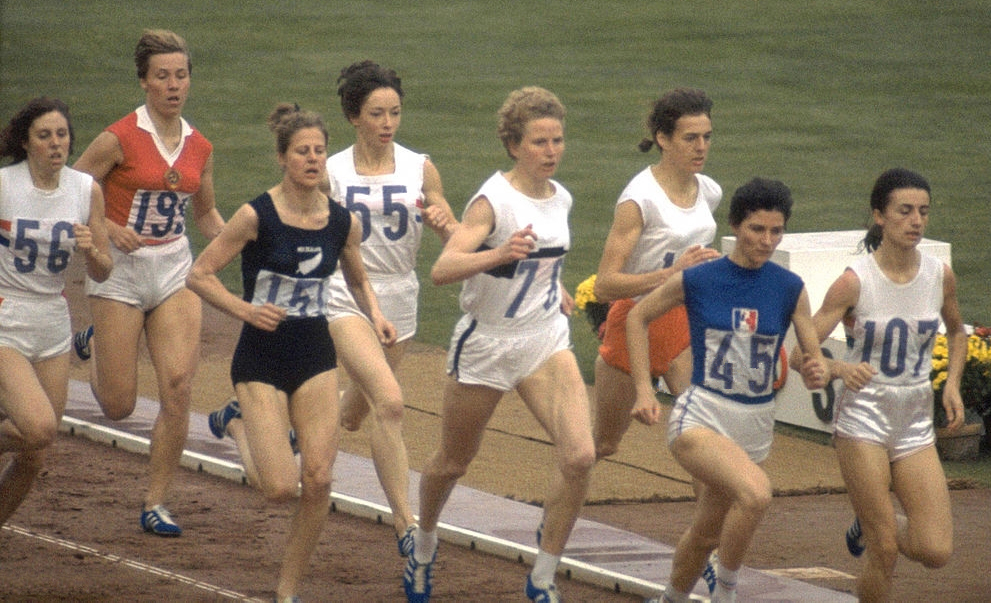
Die Läuferinnen im Finale (v. l. n. r.): Anne Smith, Laine Erik, Marise Chamberlain, Ann Packer, Antje Gleichfeld, Gerda Kraan, Maryvonne Dupureur, Zsuzsa Szabó

Datum: 20. Oktober 1964, 15:30 Uhr
Wetterbedingungen: bewölkt, ca. 16 °C, Luftfeuchtigkeit ca. 85 %
| Platz | Name               | Nation         | Zeit       | Anmerkung |
| ----- | ------------------ | -------------- | ---------- | --------- |
| 1     | Ann Packer         | Großbritannien | 2:01,1 min | WR        |
| 2     | Maryvonne Dupureur | Frankreich     | 2:01,9 min |           |
| 3     | Marise Chamberlain | Neuseeland     | 2:02,8 min |           |
| 4     | Zsuzsa Szabó       | Ungarn         | 2:03,5 min |           |
| 5     | Antje Gleichfeld   | Deutschland    | 2:03,9 min |           |
| 6     | Laine Erik         | Sowjetunion    | 2:05,1 min |           |
| 7     | Gerda Kraan        | Niederlande    | 2:05,8 min |           |
| 8     | Anne Smith         | Großbritannien | 2:05,8 min |           |

Zum dritten Mal stand dieser Wettbewerb nach 1928 und 1960 auf dem olympischen Programm. Rasant war die Entwicklung weiter gegangen, seit den Spielen in Rom war der Weltrekord um mehr als drei Sekunden verbessert worden. Die Französin Maryvonne Dupureur lief hier bereits im Halbfinale neuen olympischen Rekord und war damit natürlich eine Medaillenkandidatin. Auch die britische Silbermedaillengewinnerin über 400 Meter Ann Packer wurde hoch eingeschätzt. Die aktuelle Weltrekordlerin Dixie Willis konnte wegen einer Verletzung nicht teilnehmen.
Von Beginn an ging Dupureur wie erwartet in Führung. Das Tempo war extrem hoch, die erste Runde  wurde in 58,6 s passiert. Packer gestaltete das Rennen klug und hielt sich immer hinten im Windschatten des Feldes auf. Eingangs der Zielgeraden beschleunigte die Britin und zog fast mühelos an der immer noch führenden Französin vorbei. Ann Packer wurde Olympiasiegerin in neuer Weltrekordzeit, Maryvonne Dupureur wurde mit der Silbermedaille belohnt, Bronze gab es für die Neuseeländerin Marise Chamberlain. Platz vier belegte die Ungarin Zsuzsa Szabó, dahinter kam die Deutsche Antje Gleichfeld ins Ziel, die hier zweimal deutschen Rekord gelaufen war und ihre Platzierung von 1960 wiederholte. Diese fünf Läuferinnen waren schneller als Dupureur bei ihrem Olympiarekord aus dem Halbfinale.
Ann Packer, Maryvonne Dupureur und Marise Chamberlain gelangen die jeweils ersten Medaillengewinne ihrer Länder in dieser Disziplin.

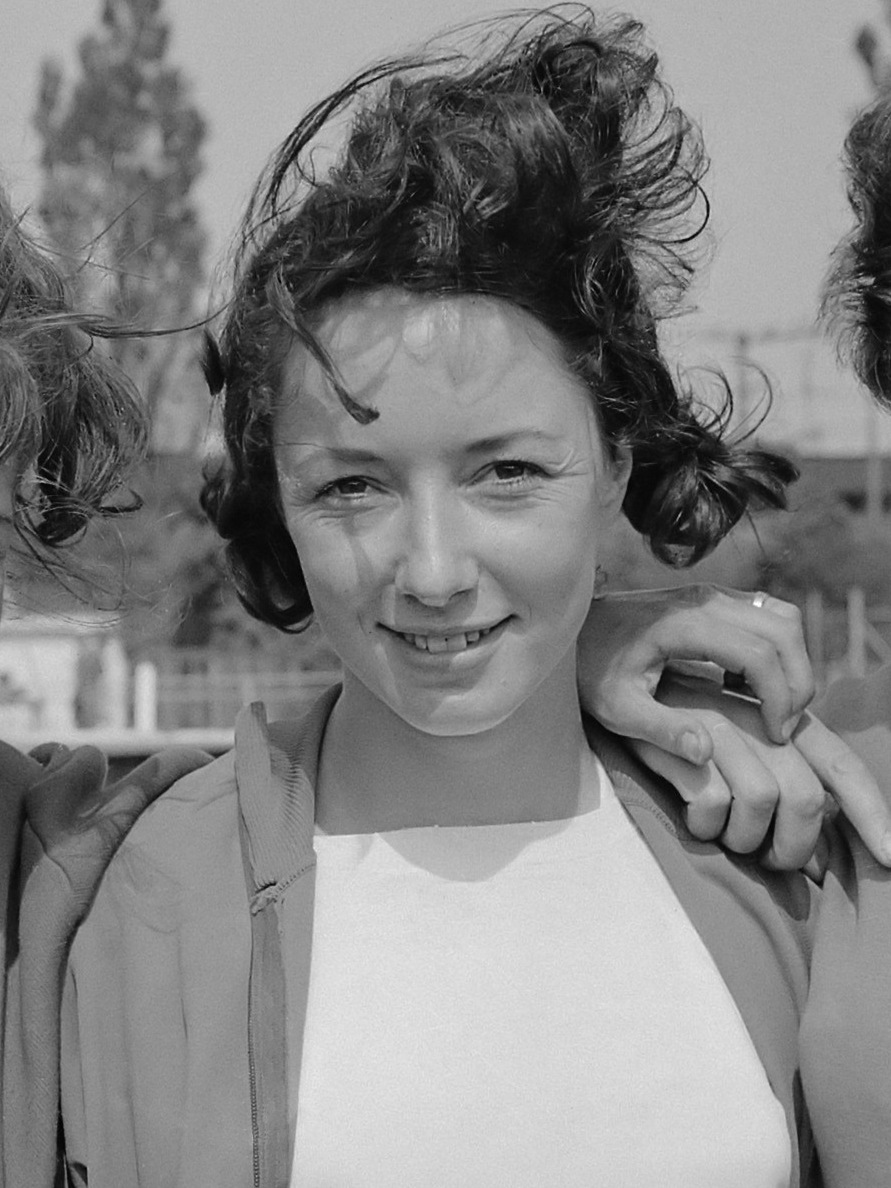
Olympiasiegerin wurde Ann Packer, drei Tage zuvor Silbermedaillengewinnerin über 400 Meter
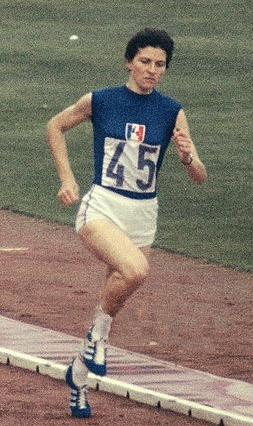
Die Olympiazweite Maryvonne Dupureur
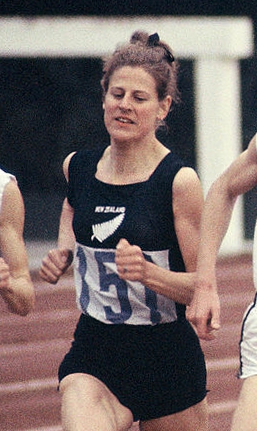
Bronzemedaillengewinnerin Marise Chamberlain
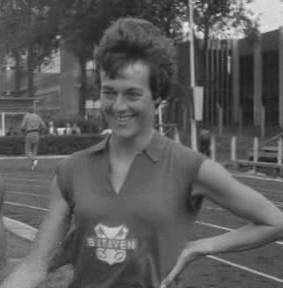
Rang sieben für Gerda Kraan

## Videolinks
- Ann Packer Wins 800m Gold For Great Britain - Tokyo 1964 Olympics, youtube.com, abgerufen am 30. Oktober 2017
- Ann Packer relives her 1964 Tokyo 800m Gold | Olympic Rewind, youtube.com, abgerufen am 12. September 2021